# Emiliano Coitiño
Emiliano Hebert Coitiño Dondan (Paso de Carrasco, 29 aprile 1998) è un ex calciatore uruguaiano, di ruolo attaccante.

## Carriera

### Club
Cresciuto nel settore giovanile dei Montevideo Wanderers, ha debuttato in prima squadra il 19 maggio 2018 disputando l'incontro di Primera División Profesional vinto 3-2 contro il Rampla Juniors.

### Nazionale
Nel 2017 ha giocato una partita con la maglia della nazionale uruguaiana Under-20.